# Ковалевский, Анатолий Николаевич
Анато́лий Никола́евич Ковале́вский (1916—1945) — полковник Рабоче-крестьянской Красной Армии, участник Великой Отечественной войны, Герой Советского Союза (1945).

## Биография
Анатолий Ковалевский родился 7 января 1916 года в посёлке Бахмач (ныне — Черниговская область Украины). Окончил два курса электротехникума. В 1933 году Ковалевский был призван на службу в Рабоче-крестьянскую Красную Армию. Окончил 2-ю школу пограничных и внутренних войск ОГПУ СССР и танковое училище. Участвовал в боях советско-финской войны. С первого дня Великой Отечественной войны — на её фронтах. Участвовал в боях под Ленинградом, боях на Карельском перешейке, освобождении Прибалтики и Польши.
К январю 1945 года полковник Анатолий Ковалевский командовал 152-й отдельной танковой бригадой 1-го Украинского фронта. 17-19 января эта бригада успешно действовала на подступах к Кракову, и утром 19 января 1945 года первой вошла в город, нанеся в уличных боях противнику большие потери. Действия бригады способствовали успешному освобождению города. 27 января 1945 года во время боя за город Нейберун в Силезии Ковалевский со своими танкистами был вынужден наступать вместе с пехотой, используя стрелковое оружие. В том бою Ковалевский был убит вражеским снайпером. Похоронен на Холме Славы во Львове.
Но в именном списке безвозвратных потерь офицерского состава 152-й танковой Ленинградской Краснознаменной бригады указывается дата гибели 26 января 1945 г.
Указом Президиума Верховного Совета СССР от 6 апреля 1945 года полковник Анатолий Ковалевский посмертно был удостоен высокого звания Героя Советского Союза. Также был награждён орденом Ленина, тремя орденами Красного Знамени, орденами Кутузова 2-й степени и Отечественной войны 1-й степени, медалью.

## Семья
Незадолго до призыва на фронт Анатолий Николаевич сочетался браком с Субботиной Ольгой Михайловной. У них есть дочь — Казарова (Ковалевская) Галина Анатольевна, проживающая на данный момент в городе Владикавказе.